# Люленков, Иван Самсонович
Иван Самсонович Люленко́в (1900—1962) — советский металлург.

## Биография
Родился 21 августа (3 сентября) 1900 года в Юзовке.
С 14-летнего возраста работал сначала рассыльным, потом учеником токаря и токарем на ДМЗ.
В 1933 окончил Днепропетровский металлургический техникум, специальность «механик по оборудованию металлургических заводов», и был направлен на КМК имени И. В. Сталина.
По окончании института был направлен на «Кузнецкий металлургический комбинат» (КМК) в город Сталенск (с 1961 года — Новокузнецк). Работал в должностях от помощника механика и механика цеха в коксовом, доменном, мартеновском цехах до главного механика комбината (1938).
Изобретатель и рационализатор.
В последние годы своей жизни преподавал в СибГИУ.

## Семья
Сын Владимир — профессор СибГИУ.

## Награды
- Герой Социалистического Труда (19 июля 1958 года) — за выдающиеся успехи в деле развития чёрной металлургии;
- орден «Знак Почёта» (1939);
- орден Красной Звезды (1942);
- орден Отечественной войны I степени (1945);
- дважды орден Ленина (1950, 1958);
- дважды орден Трудового Красного Знамени (1943, 1952);
- медаль «За доблестный труд в Великой Отечественной войне 1941—1945 гг.»;
- два знака «Отличник соцсоревнования Наркомчермета»;
- Сталинская премия второй степени (1947) — за разработку и внедрение скоростного метода реконструкции доменных печей.